# Astripomoea grantii
Astripomoea grantii är en vindeväxtart som först beskrevs av Alfred Barton Rendle, och fick sitt nu gällande namn av Bernard Verdcourt. Astripomoea grantii ingår i släktet Astripomoea och familjen vindeväxter. Inga underarter finns listade i Catalogue of Life.